# NGC 232
NGC 232 è una galassia a spirale barrata situata nella costellazione della Balena.

## Descrizione
La galassia presenta una larga riga a 21 cm dell'idrogeno neutro e una forte emissione nell'infrarosso.

## Scoperta
NGC 232 è stata scoperta nel 1886 dall'astronomo americano Francis Leavenworth.

## Supernova
Il 30 agosto 2006, l'astronomo giapponese Kōichi Itagaki ha scoperto all'interno di NGC 232 la supernova SN 2006et, classificata di tipo Ia.